# Peter Macúch
Peter Macúch (* 25. května 1953) je bývalý slovenský fotbalista, obránce.

## Fotbalová kariéra
V československé lize hrál za Spartak Trnava. Nastoupil v 56 ligových utkáních a dal 1 ligový gól. Do Trnavy přišel z Dubnice.

## Ligová bilance
| Ročník                                   | Zápasy | Góly | Klub           |
| ---------------------------------------- | ------ | ---- | -------------- |
| 1. československá fotbalová liga 1977/78 | 15     | 0    | Spartak Trnava |
| 1. československá fotbalová liga 1978/79 | 26     | 1    | Spartak Trnava |
| 1. československá fotbalová liga 1979/80 | 15     | 0    | Spartak Trnava |
| CELKEM 1. liga                           | 56     | 1    |                |